# Caspar Haslinger
Kaspar Haslinger (* 30. Juni 1858 in Lexen, Gemeinde Gaißach, Bezirksamt Tölz; † 19. Juli 1921 in Terre Haute, Indiana) war ein bayerischer Wildschütz. Nach Lex, dem elterlichen Hausnamen, wurde er auch Lexenkaspar genannt.

## Leben
Schon als junger Mann wilderte Haslinger regelmäßig in seiner Heimat, ohne von der Obrigkeit gestellt werden zu können. Am 1. Dezember 1883 wilderte er mit einem Freund im Jagdgebiet von Carl Theodor in Bayern am Tegernsee. Vom Jagdgehilfen Hansei Scheidter wurde er gestellt, der ihm zudem eine Ladung Schrot auf die Brust und ins Gesicht schoss. Haslinger gelang zwar die Flucht, aufgrund seiner Narben im Gesicht hielt er sich aber verborgen, ehe er von Gendarmen aus Lenggries gefasst und anschließend zu zwei Jahren Haft verurteilt wurde.
Nach seiner Haftentlassung wurde der Gendarm Neuner bei einer Nachtpatrouille erschossen. Haslinger wurde als Verdächtiger verhaftet, doch da ihm nichts nachgewiesen werden konnte, wieder auf freien Fuß gesetzt. Dennoch für vogelfrei erklärt, sah er sich gezwungen, nach Amerika auszuwandern. Er machte sich auf den Weg nach Venedig, um dort einzuschiffen. Zuvor, in Innsbruck, erklärte er einem Bekannten, sich fortan Caspar Hirschmann zu nennen.
Trotz starken Heimwehs, baute sich der Lexenkaspar in Indiana eine Existenz mit Frau und Kindern auf, ehe er 1921 verstarb.
Ein Sterbebild gelangte in seine alte Heimat, auf dem zu lesen war:
Christliche Erinnerung

an Herrn

Caspar Hirschmann

welcher, geboren zu Gaisbach bei Tölz, Ober-

bayern, am 30. Juni 1858, nach langem, schmerz-

lichem, mit Geduld ertragenem Leiden und Emp-

fang der heil. Sterbesakramente zu Terre Haute

Indiana, Nordamerika, am 19. Juli 1921 sanft

im Herrn verschied.

Er ruhe in Frieden!